# Castro de Viladonga
El castro de Viladonga es un castro galaico-romano situado en el municipio de Castro de Rey, en Galicia, España. Está localizado sobre una colina de 535 metros sobre el nivel del mar, desde donde se domina visualmente gran parte de la comarca lucense de la Tierra Llana. El 11 de diciembre de 2009 fue declarado Bien de Interés Cultural por la Junta de Galicia.
Los trabajos arqueológicos en el castro empezaron en 1971. Se trata de uno de los castros más conocidos y mejor conservados de Galicia, debido en gran parte a que desde el año 1983 cuenta con un museo monográfico in situ.

## Cronología
El recinto aparece mencionado en la bibliografía de principios del siglo XX, Manuel Amor Meilán ya lo cita en su obra Historia de la Provincia de Lugo del año 1918. Ocupa una extensión aproximada de 4 hectáreas intramuros, de las que 10 000 m² corresponden a la croa (parte más alta del castro) de forma cuadrangular irregular con ángulos redondeados. La muralla principal es de mampostería de esquisto, con una altura de 12 a 14 metros cara el foso. Predominan los materiales de época romana avanzada o tardorromana.

## Excavaciones arqueológicas
Gracias a la iniciativa de Ramón Falcón Rodríguez se realizaron trabajos arqueológicos desde 1971 a 1978. Entre 1972 y 1975 las excavaciones estuvieron a cargo de Manuel Chamoso Lamas. En las cuatro campañas se exhumaron la mayoría de las construcciones de la croa, de gran diversidad tipológica, y se hicieron sondeos en otros puntos del yacimiento (antecroas y sistemas defensivos).
- En la campaña de 1983, a cargo de Felipe Arias Vilas, se marcaron los siguientes objetivos:
- Excavación y retirada de los muros testigo de tierra dejados en las excavaciones anteriores.
- Comprobación de la estratigrafía de los restos de estructuras de la croa.
- Limpieza del terreno intramuros.
- Continuación de trabajos museológicos.
- Levantamiento topográfico y elaboración de planos.

## Galería

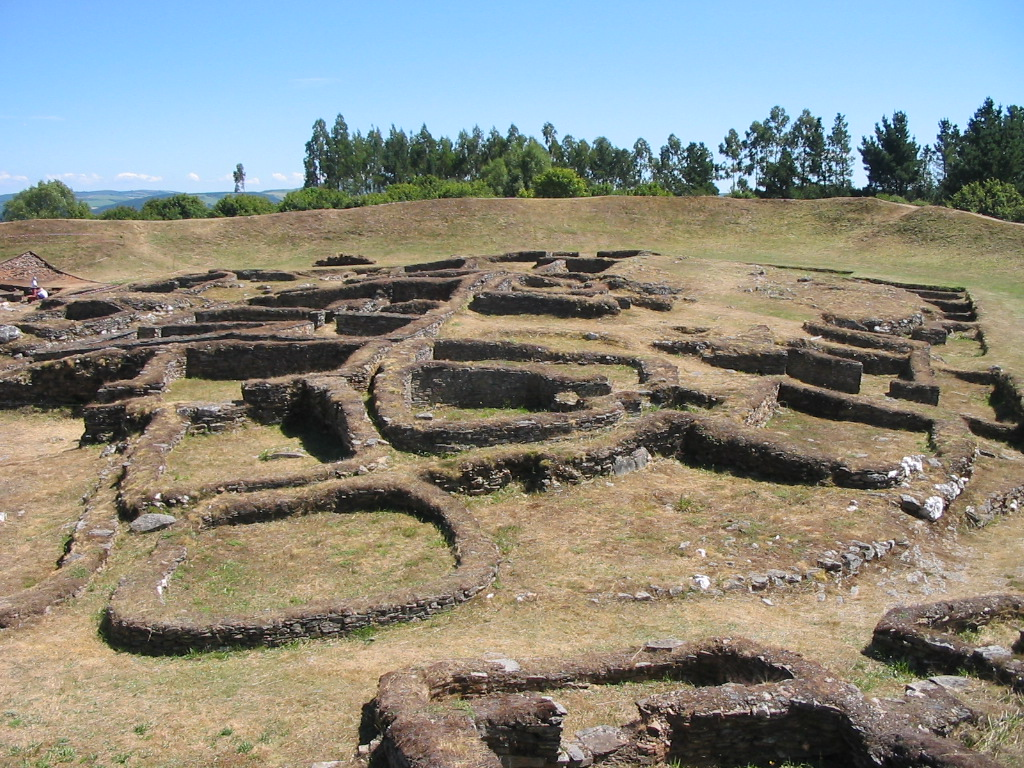
Conjunto central de viviendas.
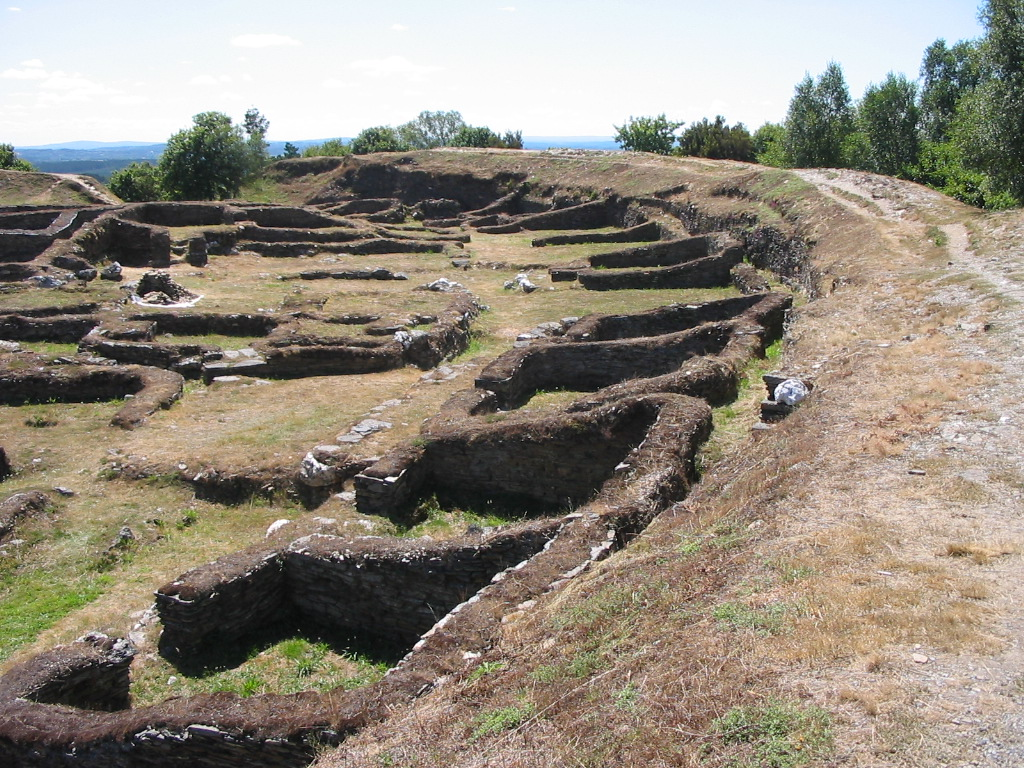
Croa y muros del castro.
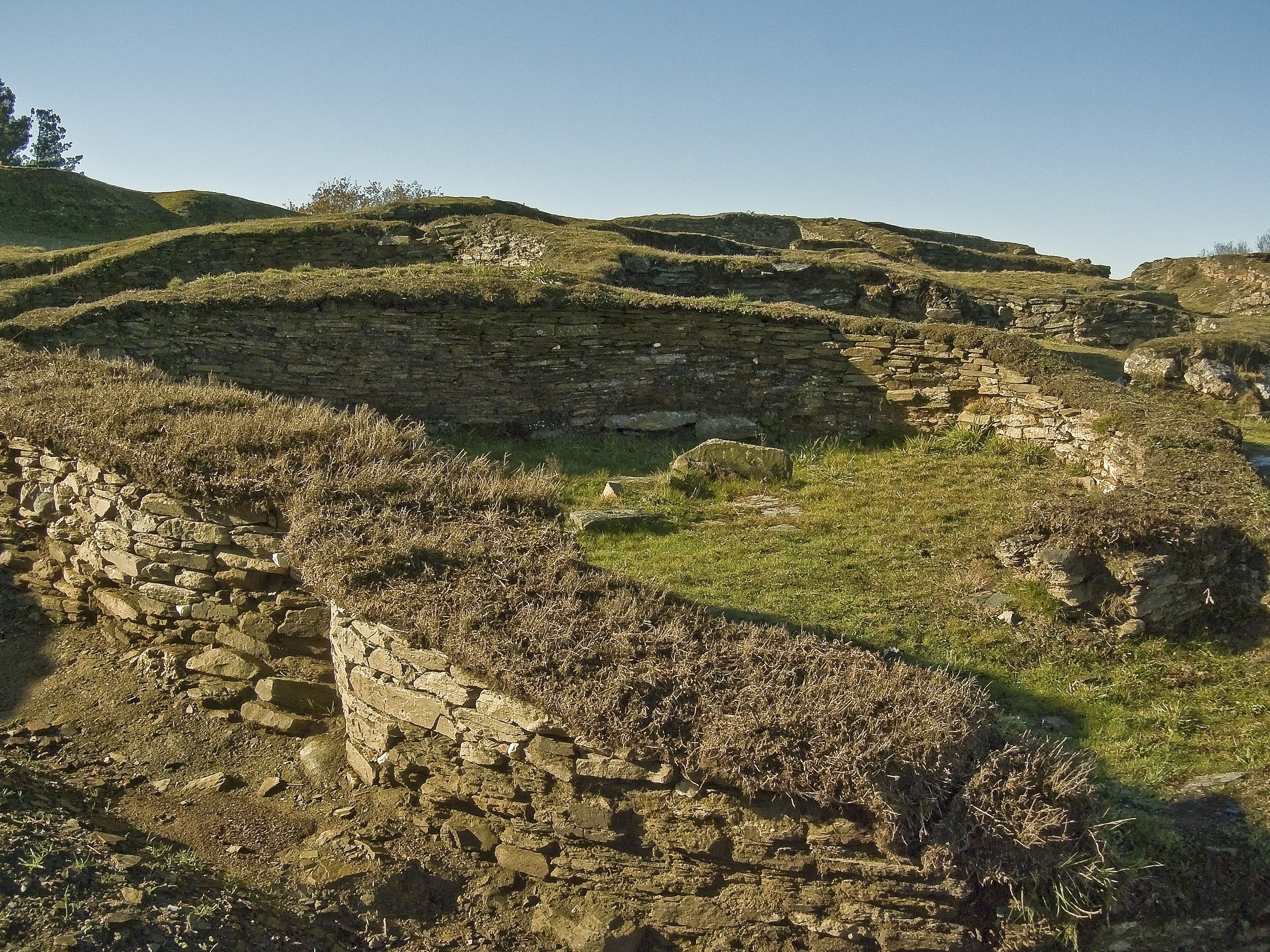
Detalle de una de las viviendas circulares.
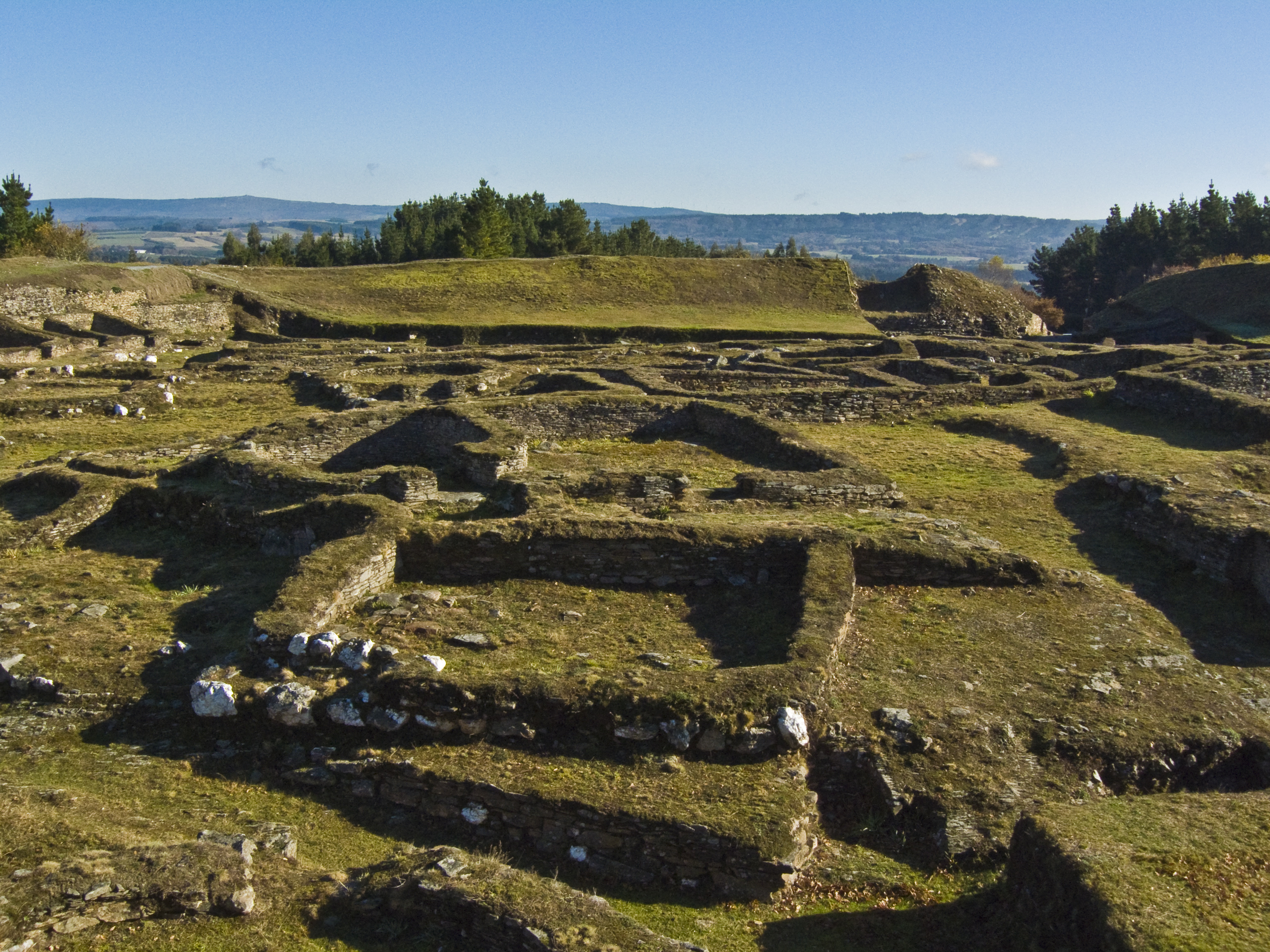
Vista general de la croa del castro.
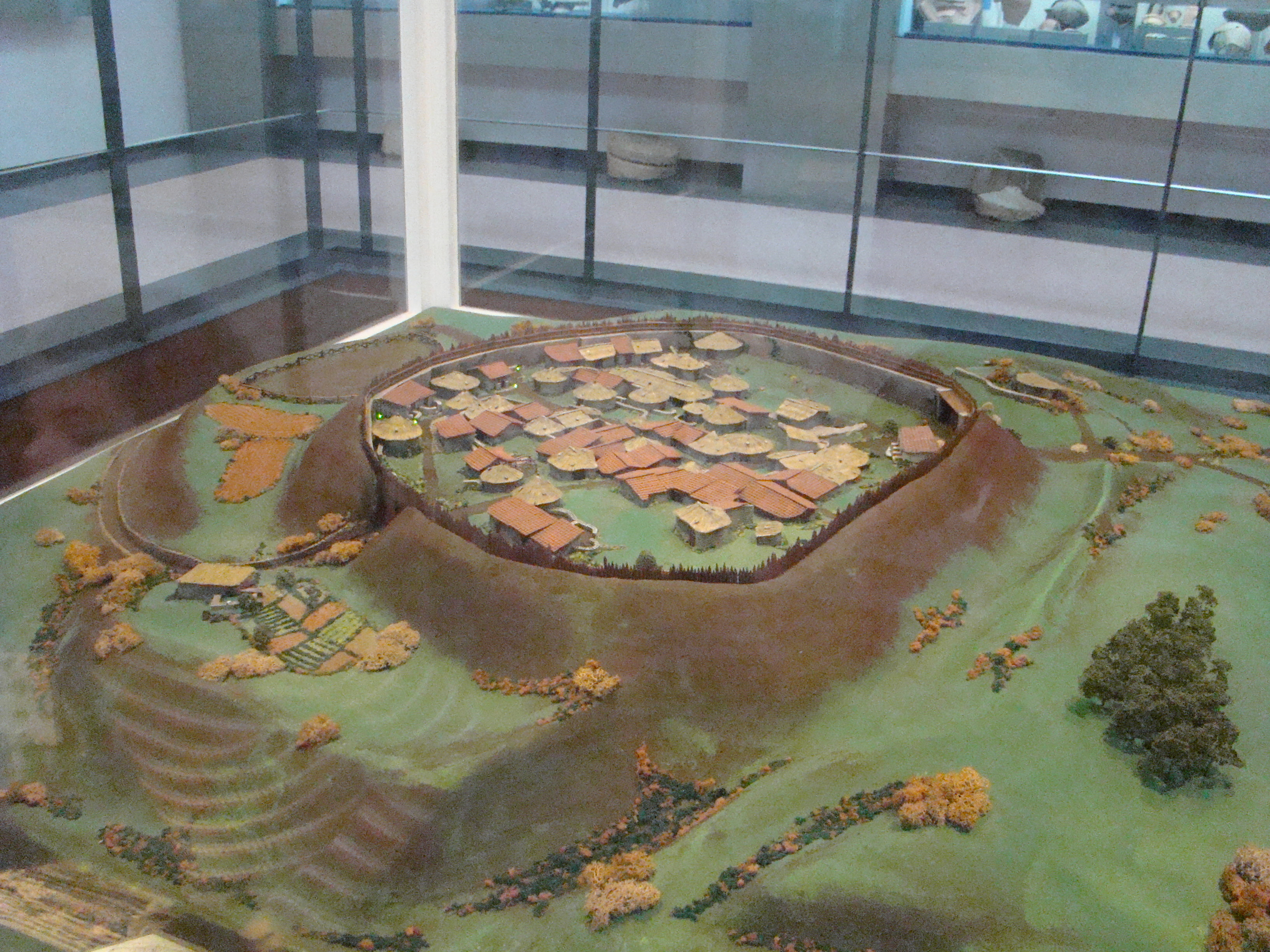
Maqueta del castro, reconstruido hipotéticamente.
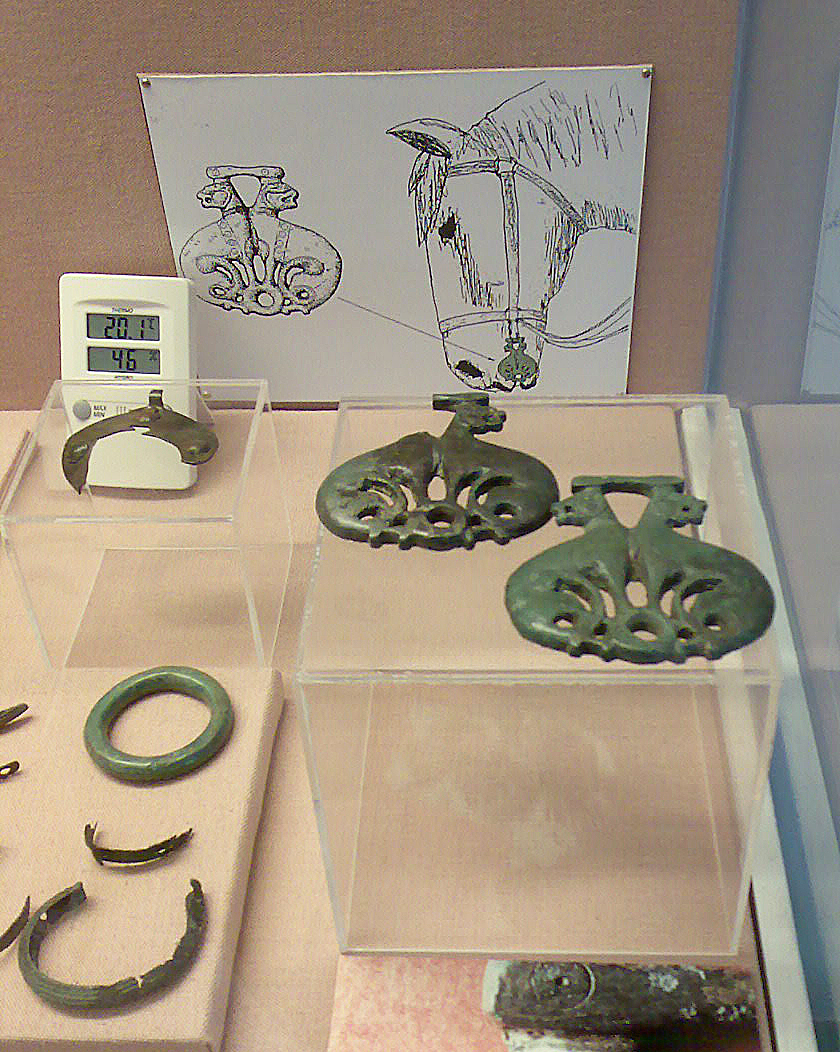
Objetos encontrados en las excavaciones, actualmente en el museo del propio castro.